# Seuneubok Teungoh (Peulimbang)
Seuneubok Teungoh is een bestuurslaag in het regentschap Bireuen van de provincie Atjeh, Indonesië. Seuneubok Teungoh telt 493 inwoners (volkstelling 2010).